# Данакт
Дана́кт — мужское русское личное имя греческого происхождения, восходит к двухосновному имени др.-греч. Δάναξ — Да́накс, от др.-греч. Δάν — имя Зевса на дорическом диалекте + др.-греч. ἄναξ (генитив др.-греч. ἄνᾰκτος) — «король, лорд, хозяин». 
Предполагается, что современная форма имени Данакт произошла от имени Данакс из-за ошибки перевода имени из греческих синаксарей — был использован родительный падеж имени «Данактос» (др.-греч. Δάνακτος).

## Носители
- Данакт Иллирийский (?) — раннехристианский мученик.
- Данакт (Калашников) (1882—1937) — иеромонах Русской православной церкви, преподобномученик.

## Именины
Православные именины (даты даны по григорианскому календарю):
- святого мученика Данакта Иллирийского — память 16 (29) января[11];
- преподобномученика иеромонаха Данакта (Калашникова) — память 27 января (9 февраля) (новомученик), 2 (15) декабря[12].

Католические именины:
- фр. St. Danacte, matyr — 16 января[6][7].